# Serrat del Tossal de la Mula
El Serrat del Tossal de la Mula és una serra situada als municipis de Vilanova de l'Aguda (Noguera) i de Pinell de Solsonès (Solsonès), amb una elevació màxima de 771,9 metres.